# Fusarium peltigerae
Fusarium peltigerae är en svampart som beskrevs av Westend. 1849. Fusarium peltigerae ingår i släktet Fusarium och familjen Nectriaceae.   Inga underarter finns listade i Catalogue of Life.